# Teenage Dream (chanson de T. Rex)
Pour les articles homonymes, voir Teenage Dream (homonymie).
Singles de T. Rex
Truck On (Tyke) (en)
(Novembre 1973) Light of Love
(Juillet 1974)
Teenage Dream est une chanson de Marc Bolan et T. Rex sortie en single en 1974.

## Histoire
Écrite et composée par Marc Bolan, Teenage Dream la chanson extraite de l'album Zinc Alloy and the Hidden Riders of Tomorrow est publiée en 45 tours le 9 février 1974. Elle reste cinq semaines dans le hit-parade britannique sans dépasser la 13e place.